# Jinzhou (Shijiazhuang)
Koordinaten: 38° 2′ N, 115° 2′ O
Jinzhou (chinesisch 晋州市, Pinyin Jìnzhōu Shì) ist eine chinesische kreisfreie Stadt der bezirksfreien Stadt Shijiazhuang, der Hauptstadt der Provinz Hebei der Volksrepublik China. Sie hat eine Fläche von 603,6 km² und zählt 537.679 Einwohner (Stand: Zensus 2010). Die Stadt mit einer über 2500-jährigen Geschichte liegt ca. 50 Kilometer östlich von Shijiazhuang.

## Administrative Gliederung
Auf Gemeindeebene setzt sich die kreisfreie Stadt aus acht Großgemeinden und zwei Gemeinden zusammen. 